# 罗贝尔·利奥泰尔
罗贝尔·利奥泰尔（法語：Robert Liottel，1885年9月23日—1968年4月23日），生于塞纳河畔罗米伊，法国男子击剑运动员。他曾获得1924年夏季奥运会击剑比赛男子重剑团体金牌。他于1968年在德吕去世。